# Apache Indian
Steven Kapur, noto come Apache Indian (11 maggio 1967), è un musicista e cantante britannico, di origine indiana.

## Biografia
Nato in un sobborgo di Birmingham da una famiglia indiana, inizia a frequentare il mondo musicale negli anni '80 entrando in diversi sound system. Si avvia anche all'attività di DJ dancehall. Nel 1990 pubblica il primo singolo. Firma nel 1992 un contratto con la Island Records. Nel 1993 pubblica il primo album No Reservations, prodotto da Simon & Diamond e registrato in Giamaica. Il disco è finalista per il Premio Mercury. Ha collaborato, nel corso della sua carriera, con Boyz II Men, Sean Paul, Maxi Priest, Shaggy, Asha Bhosle, Wrecks 'n' Effect, Blackstreet, Aman Hayer, Mukhtar Sahota e altri artisti.

## Discografia

### Album
- 1993 - No Reservations
- 1995 - Make Way For The Indian
- 1997 - Real People / Wild East
- 2000 - Karma
- 2005 - Time for Change
- 2007 - Sadhu – The Movement
- 2012 - Home Run
- 2013 - It Is What It Is
- 2017 - In Ja...
- 2018 - On the Weekend
- 2020 - What's Not to Love